# 노빌레스
노빌레스(Nobiles)는 로마 공화국의 지배 계급을 구성했던 귀족 계층이다. 종래의 귀족 계층인 파트리키와 정치적 발언력을 강화해 온 유력 평민 플레브스 가문을 맞추어 구성된 세습 귀족이다. 신귀족, 평민 귀족 등으로 번역된다.

## 개요
왕정에서 로마 공화정으로 이행한 고대 로마에서 그의 통치는 유력한 가주의 집합으로 압도적 인 권위를 가지고 있었던 원로원이 장악하고 있었다. 이 원로원 의석은 초기에는 파트리키라는 일부 구 귀족에 의해 독점되어 있었으며, 이 파트리키들이 전통적인 귀족 계층으로 로마를 실질적으로 지배하고 있었다.
그러나 전쟁의 주력이 귀족에 의한 기병에서 시민 군단에 의한 중장보병 호플리테스로 옮겨가면서 귀족의 지위는 상대적으로 떨어졌고, 유력한 평민의 국정에 대한 발언권이 커져갔다. 또한 거듭되는 로마의 영토 확장 전쟁에서 파트리키는 많은 인적 자원을 잃었지만, 한편으로 평민 계층은 단계적으로 정치적 권력을 획득해 갔다. 이 과정에서 부유한 평민은 기존에는 파트리키가 독점하고 있던 원로원 의석을 얻기도 해서 결국은 그것이 기정사실로 정착하면 의석을 세습할 수 있는 지위까지 올라갔다. 이렇게 감소된 파트리키와 자산을 늘렸던 유력 평민에 의해 형성된 원로원의 세습 귀족이 노빌레스라고 하며, 공화정 중기부터 공화정 말기에 걸쳐 로마 융성의 기둥이 되었다.
또한 노빌레스로 귀족 계층의 일원이 되었어도 플레브스 계열의 사람은 평민으로서의 권리를 보유하고 있었다. 구체적으로 말하면, 평민만으로 구성된 플레브스 민회에 참여하여, 의결권을 행사했으며, 호민관에 선출될 수 있는 권한이 있었다.
원래 평민이었던 자가 노빌레스로 귀족이 되어 이후 평민에서 원로원 의석을 얻은 자는 노부스 호모(신인)로 불리게 된다.
노빌레스의 정의로 고대 로마인들이 직접 기록한 것은 존재하지 않는다. 원로원 의석은 평민에게도 개방되었고, 어느 시대에 원로원 의석을 얻은 평민이 노빌레스에 포함되었는지, 또는 어느 시대 이후 노우스 호모가 되었는지는 명확하지 않다. 현재 가장 일반적인 정의는 마티아스 겔차에 의한 파트리키 계열의 가문 또는 조상에 콘술 급 인물을 배출한 가문이라는 것이다. 이 밖에 테오도어 몸젠에 의한 파트리키 또는 조상에 쿠루리스의 정무관을 배출한 가문으로 정의하는 것 등 다양한 설이 있다.